# 外村大
外村 大（とのむら まさる、1966年 - ）は、日本の歴史学者、東京大学教授（大学院総合文化研究科
地域文化研究専攻 アジア・環太平洋地域文化講座所属）、学位は博士（文学）（早稲田大学）。専攻は日本近現代史、日本朝鮮関係、研究テーマは在日朝鮮人の歴史、植民地期の朝鮮社会の研究など。北海道出身。

## 学歴
1988年、早稲田大学第一文学部卒業。1995年、早稲田大学大学院文学研究科史学（日本史）専攻博士後期課程中退。1998年および1999年から2000年にかけて高麗大学に留学。

## 履歴
1995年から1998年まで早稲田大学社会科学研究所助手、2002年「在日朝鮮人社会の歴史学的考察――形成・構造・変容」で早稲田大学より文学博士の学位を取得（早稲田大学, 博士（文学）, 乙第1735号）。2007年より東京大学大学院総合文化研究科准教授、2015年、同大教授に就任。

## 人物
在日朝鮮人（韓国人）の歴史を研究している。当時の公文書や統計資料、当事者の証言などを丹念に読み解くことによって朝鮮人の強制連行の実態に迫り「広範に強制的、暴力的な動員があったことは否定できない」としたうえで、「法令に基づいた徴用だったかどうかや強制だったかどうかが問題ではない。朝鮮の人達の自己決定権を奪って動員したという実態を認めて反省し、植民地主義を克服することが課題だ」と主張する。

## 著作

### 単著
- 『在日朝鮮人社会の歴史学的研究――形成・構造・変容』（緑蔭書房、2004年）
- 『朝鮮人強制連行』（岩波新書、2012年）

### 編著
- 鈴木裕子・山下英愛共編『日本軍「慰安婦」関係資料集成』（明石書店、2006年）
- 高麗国際学会編・編集委員『在日コリアン辞典』（明石書店、2010年）
- 原尻英樹・六反田豊共編『日本と朝鮮・比較交流史入門――近世・近代そして現代』（明石書店、2011年）
- 韓載香, 羅京洙共編『資料メディアの中の在日朝鮮人』（在日朝鮮人資料叢書 / 在日朝鮮人運動史研究会監修, 11）（緑蔭書房、2015年）
- 『和解をめぐる市民運動の取り組み――その意義と課題』（和解学叢書4、明石書店、2022年）
- 정재정, 도노무라 마사루 편2020『한일 대화 : 역사 화해를 위한』